# Top Thrill 2
Top Thrill 2 ist eine Stahlachterbahn, die 2003 ursprünglich als Top Thrill Dragster in der Bauart Accelerator Coaster im Vergnügungspark Cedar Point in Ohio eröffnet wurde. In den Jahren 2022 bis 2024 wurde die Achterbahn umgebaut und mit elektrischen Linearmotoren ausgestattet. Der 128 m hohe Turm, der den Top-Hat trägt, blieb bei dem Umbau erhalten.

## Top Thrill Dragster in den Jahren 2003 bis 2021
Die ursprüngliche Achterbahn wurde vom deutschen Ingenieurbüro Werner Stengel entworfen und von der Schweizer Firma Intamin erbaut.
Sie hat eine Höhe von 128 m (Die Höhendifferenz beträgt 122 m) und eine maximale Geschwindigkeit von 193 km/h. Sie war damit in den Jahren 2003 und 2004 die schnellste und höchste Achterbahn der Welt. Top Thrill Dragster besitzt eine viergurtträgige Schiene (vier Stahlelemente bilden die Schiene). Der Start wird in Form eines Abschusses durchgeführt. Der Zug, der wie ein Rennwagen gestaltet ist – nach einem Unfall wurden die Heckspoiler abmontiert –, beschleunigt auf der abwechselnd rot-weißen Startrampe, bis er schließlich senkrecht mit einer zusätzlichen 90°-Seitwärtsdrehung in die Höhe geht. Hier ist der höchste Punkt erreicht und die Schiene richtet sich in einem Bogen nach unten und leitet den Senkrechtsturz ein. Der Sturz beinhaltet noch eine 270°-Drehung, bevor der Zug durch Wirbelstrombremsen wieder abgebremst wird und der Achterbahnzug in die Station einfährt.
Mit Top Thrill Dragster wurde eine neue Achterbahnengeneration eingeläutet: die der sogenannten Strata-Coaster (auch Teracoaster genannt), einer Achterbahn, die über 400 Fuß hoch ist (121,92 m).
2005 wurde Top Thrill Dragster durch Kingda Ka (139 m hoch und 206 km/h schnell) im Six Flags Great Adventure als höchste und schnellste Achterbahn der Welt abgelöst.
Am 15. August 2021 löste sich ein circa handgroßes, metallenes L-Profil von einem fahrenden Zug und traf eine Frau in der Warteschlange am Kopf. Diese erlitt schwere Verletzungen und musste ins Krankenhaus geflogen werden. Seither war die Anlage außer Betrieb, da diese überprüft, überholt und von der Ohio Department of Agriculture’s Division of Amusement Ride Safety and Fairs neu genehmigt werden musste.
Am 6. September 2022 hat der Parkbetreiber bekannt gegeben, dass Top Thrill Dragster in der bekannten Form nach 19 Saisonen und 18 Millionen Fahrgästen „in den Ruhestand versetzt wird“.

## Umbau zu Top Thrill 2
Am 1. August 2023 veröffentlichte der Park, dass die Bahn 2024 unter dem Namen Top Thrill 2 wieder eröffnet wird. Anstatt eines hydraulischen Katapultstarts werden dann LSM-Module die Züge beschleunigen. Beim ersten Abschuss werden die Züge noch nicht auf Höchstgeschwindigkeit, sondern nur auf ca. 120 km/h beschleunigt und die maximale Höhe zum Überwinden des Top-Hat wird dabei noch nicht erreicht. Die Züge rollen vom Top-Hat-Turm zurück und werden auf der LSM-Strecke ein zweites Mal in Rückwärtsfahrt auf ca. 163 km/h weiterbeschleunigt und fahren anschließend senkrecht auf den neuen Turm (Spike) hinauf. Nach der Abfahrt von diesem werden die Züge ein drittes Mal auf die Höchstgeschwindigkeit von rund 193 km/h beschleunigt und überwinden nun wie gehabt den Top-Hat.
Der Park bezeichnet die Bahn als den weltweit höchsten und schnellsten Triple-Launch Strata Coaster. Außerdem bekam die Bahn neue Züge. Hersteller des neuen Antriebs, der Züge und der für den Umbau notwendigen Schiene war das Unternehmen Zamperla. Die Eröffnung erfolgte am 4. Mai 2024. Bereits am 11. Mai 2024 musste die Bahn wieder wegen Rissen an 27 Laufwerks-Drehgestellen (Wheel-Bogies) der neuen Züge stillgelegt werden. Am 23. August 2024 verkündete der Park, dass die Anlage in der Saison 2024 nicht mehr im Betrieb gehen wird, da der Hersteller die Mängel nicht zeitnah beheben kann.